# Doe-het-zelven

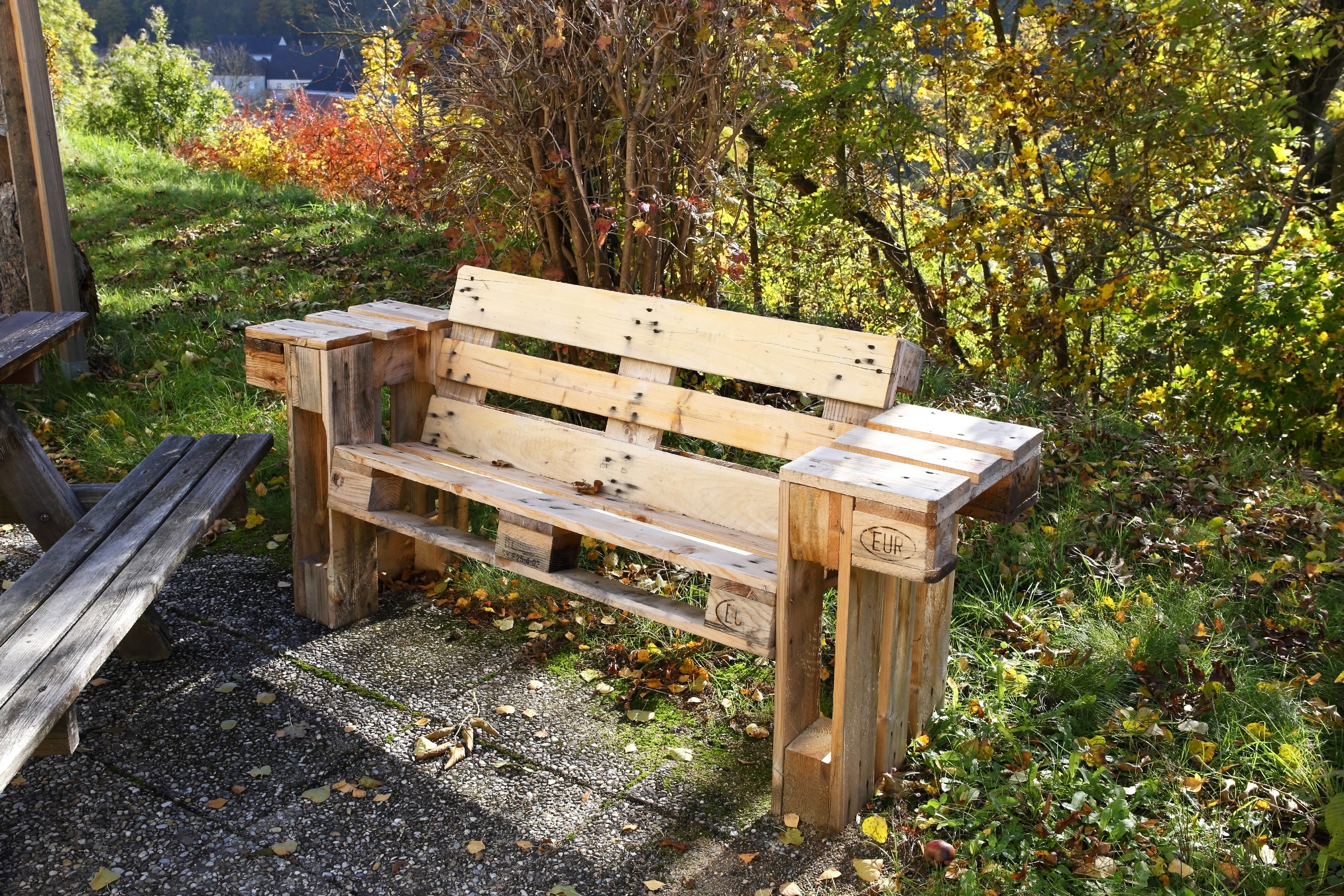
Een zelfgemaakte zitbank

Doe-het-zelven of klussen is een creatieve of constructieve activiteit die door een amateur wordt uitgevoerd, in tegenstelling tot werk dat beroepsmatig door een vakman wordt gedaan. Doe-het-zelven is in de jaren zestig en zeventig van de 20e eeuw populair geworden bij een breder publiek.
Met de toename van de welvaart werd het meer en meer gebruikelijk om kant-en-klare producten te kopen, diensten in te kopen of om werk door derden te laten verrichten. Alleen vaklui beschikten over de vaardigheden, gereedschappen en leveranciers om zelf te klussen. Daarentegen was doe-het-zelven enerzijds goedkoper, anderzijds hadden steeds meer mensen plezier in het zelf iets tot stand te brengen. De opkomst van bouwmarkten is geheel te danken aan deze ontwikkeling. Ook de vrije zaterdag en de steeds korter wordende werkweek in het algemeen heeft eraan bijgedragen.